# Shining Wind
Shining Wind (シャイニング・ウィンド, Shainingu Windo) es un videojuego de rol de acción desarrollado por Nextech y distribuido por Sega para la PlayStation 2, y es el decimonoveno juego de la serie Shining. Fue lanzado el 17 de mayo de 2007 en Japón. El juego es secuela de Shining Tears. Los personajes principales de Shining Tears también aparecen en Shining Wind. La adaptación al animé de los dos juegos, llamada Shining Tears X Wind, empezó a emitirse a comienzos de abril de 2007. Como Shining Tears, este juego fue ilustrado por Tony Taka.

## Personajes

### Mundo Real
- Touka Kureha (呉羽 冬華, Kureha Tōka), con la voz de: Yui Horie - Touka es una estudiante de 12° y también secretaria del Concejo Estudiantil de su escuela. Representando belleza y sabiduría, es considerada una «idol» en su escuela. Es una chica gentil y educada; siempre muestra bondad hacia los demás, pero cuando descubre algo irrazonable lo rechaza con determinación; ella se torna terrible cuando está enfadada. Ella es una miko y nació en una familia de sacerdotes; es buena en el arte del kyūdō y los hechizos, pero la cocina no es su punto fuerte. La escuela en la cual estudia fue construida por su abuelo, mientras que su madre es la directora general.

- Kanon Seena (椎名 夏音, Shiina Kanon), con la voz de: Nana Mizuki - Una estudiante que es parte del Consejo Estudiantil.
- Reia Hiruda (Hildareia) (蛭田 麗亜, Hiruda Reia), con la voz de: Kumi Sakuma - Una chica aparentemente inocente y callada que es fiel a Saionji.

#### Soul Bladers
- Souma Akizuki (秋月 蒼真, Akizuki Sōma), con la voz de: Sōichirō Hoshi - Un estudiante atleta que, junto a Kureha, fue transportado al continente de ensueño, End Earth.
- Kaito Kiriya (霧谷 魁斗, Kiriya Kaito), con la voz de: Akira Ishida - Un estudiante callado y tímido.
- Haruto Saionji (西園寺 春人, Saionji Haruto)/Trihart (トライハルト, Toraiharuto), con la voz de: Ryōtarō Okiayu - Heredero de una familia adinerada y Presidente del Concejo Estudiantil.

### End Earth

#### Liberia

##### Imperio Demoníaco de Alquimia Baelgard (Reino de Elfos Astraea)
- Xecty Ein (ゼクティ・アイン, Zekuti Ain), con la voz de: Houko Kuwashima - Uno de los cuatro guardianes de Baelgard.
- Killrain (キルレイン, Kirurein), con la voz de: Hikaru Midorikawa - Otro guardián de Baelgard. Solía ser un elfo normal y amable hasta que fue infectado por la oscuridad.
- Zeed (antiguo Príncipe Leon Philias) (ジード, Jīdo), con la voz de: Takeshi Kusao - Otro de los cuatro guardianes.

##### Reino Sagrado de Philias
- Clalaclan Philias (クララクラン・フィリアス, Kurarakuran Firiasu), con la voz de: Ayako Kawasumi - Princesa y Sacerdotisa de la Torre del Sol de Philias.
- Caris Philias (カリス・フィリアス, Karisu Firiasu), con la voz de: Ryōko Shiraishi - Príncipe de Philias, futuro Rey y hermano menor de Clalaclan.
- Jin-Crow (ジンクロウ, Jinkurō), con la voz de: Hisao Egawa - Un misterioso hombre pájaro.
- Raidel (ライデル, Raideru), con la voz de: Hirohiko Kakegawa - Sacerdote de Philias.

##### Nación Comercial Unida de Seiran
- Rouen (ロウエン, Rōen), con la voz de: Tetsu Inada - El Rey de Seiran. Antes de convertirse en Rey, fue el capitán de una tripulación pirata, pero con su gran convicción junto a su buen corazón logró ganarse la confianza de los hombres bestia.
- Houmei (ホウメイ, Hōmei), con la voz de: Chiwa Saitō - La Sacerdotisa de la Torre de Lluvia de Seiran.
- Shumari (シュマリ, Shumari), con la voz de: Hiroshi Kamiya - Canciller de Seiran.
- Basou (バソウ, Basō), con la voz de: Takahiko Sakaguma - Uno de los cinco generales de Seiran. Un guerrero centauro callado. Es el explorador del Rey Rouen.
- Enu (エンウ, En'u), con la voz de: Kazunari Tanaka - Otro de los cinco generales de Seiran. Es un guerrero pájaro.
- Hyoun (ヒョウウン, Hyōun), con la voz de: Kazuya Nakai - Otro general. Se le ordenó vigilar a Houmei.
- Kouryu (コウリュウ, Kōryū), con la voz de: Tomohisa Asō - Otro de los generales de Seiran. Un arquero tortuga. Cuando está sobrio es muy comprensivo. Pero cuando está ebrio pelea contra los demás sin razón alguna.
- Raihi (ライヒ, Raihi), con la voz de: Naoki Imamura - Otro de los cinco generales de Seiran. Un guerrero tigre que es buen amigo de Hyouun. Está muy orgulloso de sus habilidades como guerrero.

#### Valeria

##### Caballería Mercenaria Weissritter
- Zero (antiguamente Xion), con la voz de: Sōichirō Hoshi - Zero es Xion, o lo que quede de su alma. Los alas angelicales representan a las dos entidades que viven en su cuerpo, el ala negra representa a Zeroboros mientras que la blanca representa lo que queda de Xion, pero Xion ya no existe.
- Mao (マオ, Mao), con la voz de: Ai Nonaka - Es un cuarto de bestia; tiene orejas de gato. También es la Princesa de Bestia.
- Elwing (エルウィン, Eruwin), con la voz de: Ryō Hirohashi - Vieja amiga de Zero de la raza Elfo y Princesa de Fontina.
- Blanc Neige (ブラン·ネージュ, Buran Nēju), con la voz de: Ayako Kawasumi - Otra vieja amiga de Zero y es también una Hechicera de Hielo. Es la Princesa de Runevale. Se la considera una belleza, pero a menudo es fría con los demás.
- Ryuna (リュウナ, Ryūna), con la voz de: Akemi Kanda - Una sacerdotisa del Santuario de Etwarl.
- Lazarus (ラザラス, Razarasu), con la voz de: Yoshinori Sonobe - Un hombre tribal Dragoniano quien también es un amigo cercano de Ryuna, quien reconoció las intenciones de Zero.

#### Otros
- Compositora del Bosque Eterno (久遠の森の詠み手, Kuon no Mori no Yomite)/Celestia (セレスティア, Seresutia), con la voz de: Ryō Hirohashi
- Lassi (ラッシィ, Rasshī), con la voz de: Junko Hagimori

## Música
«Heart-shaped chant»
Letras por: Nana Mizuki. Composición y arreglo por: Noriyasu Agematsu (Elements Garden). Interpretada por: Nana Mizuki (publicada en el sencillo «SECRET AMBITION»)

## Recepción
El juego fue lanzado en Japón el 17 de mayo de 2007 y vendió más de 78,000 unidades en cuatro días, convirtiéndose en el juego más vendido en el país esa semana.
De acuerdo al avance de 2006 de IGN, el juego corre a 60 cuadros por segundo constantes.

## Otros medios
La banda sonora del juego fue lanzada el 31 de mayo de 2007. Cuenta con el tema principal, Heart-Shaped Chant, interpretado por Nana Mizuki.